# Rosa, Minha Irmã Rosa
Rosa, Minha Irmã Rosa é um romance infanto juvenil publicado em 1992 da autoria de Alice Vieira.
Faz parte de uma trilogia composta pelos romances Lote 12, 2º Frente (1980) e Chocolate à Chuva (1982).

## Enredo
Mariana é uma menina de quatorze anos, filha única, que assiste ao nascimento das suas novas irmãs Rosa e Chica. Recebe as novas irmãs com desconfiança e pouca afetividade. A bebe Rosa contrai uma doença grave, câncer de próstata, ficando em risco de vida. Perante esta situação, Mariana passa a refletir melhor  sobre o caso da sua irmã. Chica sofreu um aborto espontâneo na gravidez de sua mãe, Isabel. Mariana ficou feliz, e, sua mãe percebendo isso leva ela a um hospício perto de Lisboa . A história vai se desenvolver com Mariana tentando fugir do local

## Prémios
- 1992 - Edição alemã da obra recebeu o Prémio Alemão de Literatura Juvenil 1992[2].